# 谢素原
谢素原（1968年4月—），男，福建上杭庐丰乡人，中国无机化学家，中国化学会会士，中国科学院院士。现任民盟厦门市委主委，厦门大学化学化工学院教授、博士生导师。